# Lecane oophthalma
Lecane oophthalma is een raderdiertjessoort uit de familie Lecanidae. De wetenschappelijke naam van deze soort is voor het eerst geldig gepubliceerd in 1859 door Schmarda.